# Alejandro Armenta Mier
Alejandro Armenta Mier (Izúcar de Matamoros, Puebla; 9 de julio de 1969) es un politólogo y político mexicano, miembro del partido Morena. Desde el 14 de diciembre de 2024 se desempeña como gobernador de Puebla.

## Biografía
Alejandro Armenta Mier nació el 9 de julio de 1969 en el municipio de Izúcar de Matamoros, Puebla. Estudió la licenciatura en Administración Pública y Ciencias Políticas en la Benemérita Universidad Autónoma de Puebla y la maestría en administración pública de calidad en la gestión pública local en el Instituto Nacional de Administración Pública.

## Trayectoria política
Fue presidente municipal de Acatzingo de Hidalgo de 1993 a 1996 por parte del PRI y suplente de diputado local en el Congreso del Estado de Puebla de 1996 a 1999. Fue diputado local por el distrito 18 en la LV legislatura del Congreso del Estado de Puebla de 2002 a 2005 y diputado federal por el distrito 7 de Puebla en la LXIII legislatura del Congreso de la Unión de 2015 a 2018.
En 2017 acudió a un evento organizado por el partido Movimiento Regeneración Nacional en contra de la corrupción. Su partido decidió suspender temporalmente su militancia en el PRI por considerar que había asistido a un evento partidista de otro órgano político. En respuesta, Armenta anunció su renuncia al PRI y su incorporación a la militancia de Morena en abril de ese año.

### Senador por Puebla (2018-2024)
Desde el 1 de septiembre de 2018 es senador de la república en la LXIV legislatura en representación del estado de Puebla por el partido Morena. Es presidente de la comisión de hacienda y crédito público y de la comisión bicameral de disciplina financiera de las entidades federativas y los municipios. También es integrante de la comisión de economía, de la agricultura, ganadería, pesca y desarrollo rural, de la comisión de federalismo y desarrollo municipal y de la comisión de relaciones exteriores.
Para el inicio del Segundo año legislativo de la LXV legislatura y después de tres votaciones, fue electo como Presidente de la Mesa Directiva del Senado de la República para el período 2022-2023.
En 2024 fue seleccionado por el Movimiento Regeneración Nacional como candidato al gobierno de Puebla por la coalición "Sigamos Haciendo Historia"

## Controversias

#### Priismo y AMLO
Armenta Mier ha sido criticado en redes sociales por su pasado priísta, así como por su postura extremista pro AMLO y por no representar una verdadera separación entre los poderes.

#### Desaparición del INAI
El 27 de abril del 2023, el senador Armenta Mier presentó un proyecto de decreto con el fin de revocar la Ley General de Transparencia y Acceso a la Información Pública y con ello desmantelar al INAI calificando a la entidad encargada de garantizar el acceso público a la información y la protección de datos personales como innecesaria, proponiendo que sus funciones fuesen integradas a la Secretaría de Función Pública. La crítica comenzó al referir la iniciativa contra los organismos autónomos provendría directamente por orden del Gobierno Federal y no por iniciativa de Armenta Mier.

El Gobierno de Andrés Manuel López Obrador ha abierto este jueves un nuevo capítulo en su cruzada contra los organismos públicos autónomos.
Rodrigo Soriano

Dicha iniciativa calificada —de electorera— fue criticada en redes sociales pues se tomo la misma como: 

trata... de una estrategia para ganar adeptos con el presidente Andrés Manuel López Obrador y obtener la candidatura a la gubernatura de Puebla en el 2024.
Vera Fernández

Igualmente fue señalada por grupos de derechos humanos afirmado dicha reforma representaría un paso atrás para la transparencia y la rendición de cuentas en el país. Pocas horas después y ante los señalamientos tanto de la oposición como de su bancada, Armenta Mier se vio obligado a retirar la misma

#### Bloqueo del Senado
El 28 de abril de 2023, nuevamente fue criticado en redes sociales por mandar bloquear los elevadores del edificio del Senado mexicano que conducirían al piso 14 (en donde sesionarían de forma alterna), intentando con ello frenar el arribo de los legisladores de oposición, ya que, al no contar con la mayoría necesaria, con ello podría (Morena) aprobar en “fast track” 18 reformas presidenciales. Dicha decisión la habría tomado tras la toma de la tribuna por parte de los Senadores de oposición, quienes exigían el nombramiento de un comisionado del INAI para que éste pudiese sesionar y la negativa de Armenta ya que, días anteriores, habría presentado una iniciativa para su desaparición.